# Ілдуара Мендіш
Ілдуара Мендіш (порт. Ilduara Mendes; не раніше 1015-1058) — графиня Португалії в 1016—1043 роках (разом з чоловіком Нуно I Альвітеш.

## Життєпис
Донька Менду II, графа Португалії, та Тутадони Моніс. Дата народження невідома. У 1008 році після смерті батька мати вийшла заміж за Альвіто Нунеша, який став графом Португалії. Бажаючи зміцнити правління свого роду, він оженив свого сина Нуно з Ідуарою.
У 1016 році після загибелі Альвіто Нунеша разом з чоловіком стала керувати графством. Допомогла Нуно захистити свої права від претензій своїх братів. Питання спадку гостро залишалося увесь час. Втім до 1028 року, коли помер Нуно Альвітеш, брати Ілдуари також померли.
1028 року вона оголосила своїм співграфом сина Менду, але через малий вік останнього особисто керувала Португалією. 1043 року вона зреклася прав на графство, передавши панування синові Менду III. Сам пішла до монастиря, де померла 1058 року.

## Родина
Чоловік — Нуно I Альвітеш, граф Португалії
Діти:
- Менду (д/н—1050), граф Португалії
- Гонтрода (д/н—бл. 1088), дружина графа Васко
- Муньйо (д/н— після 1031)